# Обилие
Оби́лие в астрофизике — относительное содержание химического элемента в веществе. Может выражаться в терминах отношения концентрации атомов (ионов) данного элемента к концентрации атомов (ионов) водорода, как наиболее распространённого во Вселенной элемента. В некоторых случаях обилие элемента приводится в отношении к атомной концентрации другого элемента (не водорода) — например, кислорода, кремния или железа.
Иногда приводят не атомное, а массовое обилие элемента, как отношение массы данного элемента (или набора элементов) в единице объёма к полной массе вещества в этом объёме. Массовое обилие водорода обычно обозначают через X, гелия — Y, массовое обилие металлов (всех элементов тяжелее гелия) — Z. Величины X, Y и Z безразмерны, находятся в диапазоне от 0 до 1, причём X + Y + Z = 1.